# منتظر محمد
منتظر محمد (من مواليد 5 يونيو 2001) هو لاعب كرة قدم عراقي، يلعب بمركز الدفاع في نادي مس رفسنجان في الدوري الايراني، ويلعب ايضاً في منتخب العراق لكرة القدم.

## حياته الشخصية
منتظر هو أخ لاعب كرة القدم مصطفى محمد، لعبو سوياً في نادي الزوراء بين عامي 2019 و2021.